# Гейдж (округ, Небраска)
Шаблон:StateAbbr_ 40°16′ пн. ш. 96°41′ зх. д. / 40.27° пн. ш. 96.69° зх. д.
Округ Гейдж (англ. Gage County) — округ (графство) у штаті Небраска, США. Ідентифікатор округу 31067.

## Історія
Округ утворений 1855 року.

## Демографія
За даними перепису 
2000 року 
загальне населення округу становило 22993 осіб, зокрема міського населення було 12982, а сільського — 10011.
Серед мешканців округу чоловіків було 11149, а жінок — 11844. В окрузі було 9316 домогосподарств, 6208 родин, які мешкали в 10030 будинках.
Середній розмір родини становив 2,91.
Віковий розподіл населення поданий у таблиці:
| Стать    | До 15 років | 15-21 | 22-29 | 30-39 | 40-49 | 50-65 | 65-85 | Понад 85 |
| -------- | ----------- | ----- | ----- | ----- | ----- | ----- | ----- | -------- |
| Чоловіки | 2274        | 1090  | 960   | 1558  | 1772  | 1729  | 1561  | 205      |
| Жінки    | 2179        | 1065  | 937   | 1454  | 1744  | 1817  | 2125  | 523      |

## Суміжні округи
- Ланкастер — північ
- Ото — північний схід
- Джонсон — північний схід
- Поні — схід
- Маршалл, Канзас — південний схід
- Вашингтон, Канзас — південний захід
- Джефферсон — захід
- Салін — північний захід

## Виноски
1. ↑  US Decennial Census. US Census Bureau. Архів оригіналу за 26 квітня 2015. Процитовано 7 грудня 2014.
2. ↑  Historical Census Browser. University of Virginia Library. Архів оригіналу за 11 серпня 2012. Процитовано 7 грудня 2014.
3. ↑  Population of Counties by Decennial Census: 1900 to 1990. US Census Bureau. Архів оригіналу за 27 квітня 2015. Процитовано 7 грудня 2014.
4. ↑  Census 2000 PHC-T-4. Ranking Tables for Counties: 1990 and 2000 (PDF). US Census Bureau. Архів оригіналу (PDF) за 18 грудня 2014. Процитовано 7 грудня 2014.
5. ↑  State & County QuickFacts. US Census Bureau. Архів оригіналу за 7 червня 2011. Процитовано 20 вересня 2013.(англ.) Наведено за англійською вікіпедією.
6. ↑  American FactFinder. Бюро перепису населення США. Архів оригіналу за 26 лютого 2012. Процитовано 31 січня 2008.

| США | Це незавершена стаття з географії США. Ви можете допомогти проєкту, виправивши або дописавши її. |